# 소칙
소칙(蘇則, ? ~ 223년)은 후한 말기 ~ 조위 초기의 관료로, 자는 문사(文師)이며 우부풍 무공현(武功縣) 사람이다.

## 생애

### 임관 전
명문가 집안에서 태어났다. 젊을 적에는 학식과 품행으로 명성을 떨쳤고, 강직하며 악을 미워하는 성격이었다. 효렴과 무재에 천거되어 공부(公府)의 부름을 받았으나, 소칙은 모두 사양하였다. 흥평 연간에 삼보 일대가 혼란스러워졌을 때, 굶주림을 피하기 위하여 안정의 부호 사량(師亮)을 의탁하였다. 그러나 사량은 소칙을 홀대하였고, 소칙은 탄식하며 말했다.
| “ | 천하는 필시 안정될 것이다. 반드시 이곳에 돌아와서 범용한 자들을 쓸어버리겠다. | ” |

곧 소칙은 길무(吉茂) 등과 함께 태백산(太白山)에 숨어 글을 읽으며 지냈다.

### 지방에서의 치적
이후 평민의 신분에서 주천태수로 기용되었다. 곧이어 안정태수·무도태수로 전임되었는데, 어디에 있든 권위와 명성이 있었다. 소칙이 안정태수가 되었을 때, 예전에 그를 홀대한 사량 등이 도망을 꾀하였다. 이에 소칙은 미리 사람을 보내 사량을 안심시키고, 사례하였다.
조조가 장로를 토벌하러 갈 때 소칙이 다스리는 군을 지나쳤는데, 조조는 그를 만나보고 매우 마음에 들어하여 선봉을 맡겼다.
장로를 무찌르고, 소칙은 하변(下辯)에 있는 저족들을 안정시켜 하서(河西)의 길을 닦고, 금성태수로 전임되었다. 영지에서 금령(禁令)을 확고히 하여 어기는 자가 있으면 바로 처형하고, 가르침을 따르는 자는 반드시 포상하였다. 친히 백성들에게 농사짓는 법을 가르쳐 큰 수확을 거두었고, 때문에 소칙에게 의탁하는 유민이 나날이 늘었다.

### 반란 진압
조조가 죽고, 서평의 국연이 반란을 일으켜 호강교위(護羌校尉)를 자칭하였으나, 소칙이 토벌에 나서니 항복하였다. 이 공적으로 문제는 소칙을 호강교위에 임명하였고, 관내후에 봉하였다.
그러나 국연은 다른 군과 연계하여 다시 반란을 일으켰다. 장액의 장진(張進)은 장액태수 두통(杜通)을 억류하고, 주천의 황화(黃華)는 주천태수 신기(辛機)의 통치를 거부하고 각자 태수를 자칭하며 국연에게 호응하였다. 더불어 무위의 오랑캐들이 노략질을 하니 길이 끊겼고, 무위태수 관구흥(毌丘興)이 소칙에게 사태의 위급함을 알렸다. 옹주와 양주의 여러 호족들은 모두 장진 등의 뜻을 따랐으므로, 금성의 백성들은 장진을 대적할 수 없다고 생각하였다. 장군 학소와 위평(魏平)은 전부터 금성에 주둔하고 있었으나, 조서를 받았기 때문에 함부로 군세를 움직일 수 없었다.
소칙은 학소와 위평에게 잠깐 조서를 어겨서라도 군세를 움직여 반란을 진압할 것을 청하였다. 학소와 위평은 의견을 받아들이고 군세를 이끌어 무위를 구하고 오랑캐를 항복시켰으며, 관구흥과 함께 장진을 쳤다. 국연은 이 소식을 듣고 보병과 기병 3천 명을 이끌고 소칙을 맞이했는데, 말로는 도우러 왔다고 하였지만 실은 반란을 일으키려 한 것이었다.
소칙은 국연을 꾀어 회견을 청하고, 그 기회에 그를 죽여 이를 공표하니 나머지 무리는 모두 흩어져 달아났다. 소칙이 장액을 포위하여 깨뜨리고 장진과 그 추종자들을 모두 죽이니, 무리는 모두 항복하였다. 황화는 국연이 패하자 항복하였고, 소칙은 금성으로 돌아갔다. 조정에서는 소칙을 도정후(都亭侯)에 봉하고 식읍 3백 호를 내렸다.

### 조정에서의 행적
머지 않아 소칙은 부름을 받아 시중(侍中)이 되어 동소와 함께 일하였다. 일찍이 동소가 소칙의 무릎을 베고 자려 하자, 소칙이 그를 밀어내면서 말하였다.
| “ | 나 소칙의 무릎은 아첨하는 자의 베개가 아닙니다. | ” |

예전에 금성에 있었을 때, 소칙은 헌제가 문제에게 선양하였다는 소식을 듣고 헌제가 붕어하였을 것이라고 여겼다. 이에 복상하였으나, 훗날 위나라가 건재함을 듣고 자신의 행동을 불안히 여겼다. 임치후(臨菑侯) 조식은 조조의 환심을 잃은 것을 슬퍼하여 역시 곡하였는데, 이후 문제는 유람을 나왔다가 조식의 일을 떠올려 분하게 여기며 말하였다.
| “ | 사람의 마음은 제각각이다. 내가 제위를 이었을 때, 천하에 곡하는 자가 있었다. | ” |

소칙은 문제가 자신을 일컫는 것이라고 여겨 사죄하려 하였는데, 시중 부손이 눈짓을 하였으므로 겨우 그 사정을 이해하고 대답을 멈추었다.
문제가 소칙에게 물었다.
| “ | 이전에 주천과 장액을 깨뜨린 이후로 서역에서 사자가 조공하고, 돈황에서는 지름이 한 치나 되는 큰 진주를 바쳤다. 다시 교역하면 이익이 되지 않겠는가? | ” |

| “ | 만일 폐하께서 교화로 중국을 다스리고 덕을 사막까지 퍼지게 하신다면, 이익을 구하지 않아도 자연히 올 것입니다. 구하여 얻는 것은 진귀한 것이 아닙니다. | ” |

문제는 아무 말도 하지 않았다.

### 간언
훗날 소칙이 문제를 따라 사냥을 나갔을 때, 목책이 정비되지 않아 사슴이 달아났다. 문제는 노하여 칼을 뽑아 담당관들을 모두 죽이려 하였는데, 소칙이 간하였다.
| “ | 신이 듣기로, 옛날에 성군은 금수의 일로 사람을 해치지 않았습니다. 지금 폐하께서는 당요의 교화를 융성히 하려 하셨습니다. 하지만 사냥을 하며 이처럼 많은 관리를 죽이려 하시니, 우둔한 신하로서는 생각조차 할 수 없는 일입니다. 저는 감히 죽음을 각오하고 사면을 청합니다. | ” |

문제는 소칙을 칭찬하고 담당관들을 사면하였으나, 곧 소칙을 꺼리기 시작하였다.

### 죽음
황초 4년(223년), 소칙은 동평상으로 좌천되었고, 임지에 도착하기 전에 병으로 죽었다. 시호를 강(剛)이라 하였고, 작위는 아들 소이(蘇怡)가 이었다.
아들 소유(蘇愉)는 서진 때 태상·광록대부를 지냈다.

## 출전
- 진수, 《삼국지》 권16 임소두정창전

## 같이 보기
- 삼국지 인물 목록